# Bote der March und Höfe
Der Bote der March und Höfe war eine Tageszeitung (Regionalzeitung) in den Bezirken March und Höfe, die zwischen dem 3. April 1928 und dem 29. April 1992 erschien. Sie diente als offizielles Publikationsorgan amtlicher Erlasse und vertrat die Interessen der fortschrittlich-demokratischen sowie liberalen Parteien in den Bezirken March und Höfe im Schweizer Kanton Schwyz.

## Gründung und Entwicklung
Die Zeitung wurde von Martin Gyr aus Einsiedeln gegründet. Ab dem 3. Januar 1958 arbeitete sie in einer Arbeitsgemeinschaft mit der Neuen Einsiedler Zeitung und dem Waldstätter aus Küssnacht am Rigi. Ab dem 5. November 1965 beschränkte sich die Kooperation auf die Neue Einsiedler Zeitung.

## Inhalt und Ausrichtung
Die Zeitung diente als Publikationsmittel amtlicher Erlasse von Kantons-, Bezirks-, Gemeinde- und Genossenschaftsbehörden. Sie war zudem das offizielle Organ der fortschrittlich-demokratischen Parteien in den Bezirken March und Höfe. Der Bote der March und Höfe war politisch freisinnig ausgerichtet und unterstützte liberale Werte und Parteien.
Am 14. Oktober 1949 wurde der Untertitel geändert, und die Zeitung positionierte sich fortan als «Organ der fortschrittlich-demokratischen Parteien in den Bezirken March und Höfe – Amtliches Publikationsorgan».

## Erscheinungsweise
Der Bote der March und Höfe erschien zweimal wöchentlich, ab dem 5. November 1974 in sechs Ausgaben pro Woche.

## Druck und Redaktion

### Druck
- bis zum 31. Dezember 1932: Einsiedeln, Genossenschaft Neue Einsiedler Zeitung
- ab dem 1. Januar 1933: Siebnen, E. & M. Kälin
- ab dem 1. März 1956: Siebnen, Druckerei Siebnen AG

### Redaktoren
Redaktor war bis 1932 Karl Gnädinger, Einsiedeln, danach übernahm eine Redaktionskommission die redaktionelle Verantwortung.

## Nachfolge
Nach der letzten Ausgabe am 29. April 1992 wurde die Zeitung durch den Ausserschwyzer (30. April 1992 bis 30. Dezember 1993) ersetzt. Ab dem 1. Januar 1994 fusionierte Der Ausserschwyzer mit dem March-Anzeiger. Dieser erschien danach einige Zeit mit dem Untertitel Der Ausserschwyzer.